# 3129 Bonestell
3129 Bonestell је астероид главног астероидног појаса са средњом удаљеношћу од Сунца која износи 2,695 астрономских јединица (АЈ).
Апсолутна магнитуда астероида је 12,4.